# 三尾忠男
三尾 忠男（みお ただお、1963年12月 - ）は、日本の教育学者。早稲田大学学教育・総合科学学術院教授。京都教育大学特修理学科卒業。鳴門教育大学大学院学校教育専攻修了。兵庫県出身。

## 経歴
- 1987年 - 文部省大学共同利用機関放送教育開発センター助手就任。
- 1997年 - 文部科学省大学共同利用機関メディア教育開発センター助手就任。
- 1998年 - 同センター助教授就任。
- 2001年 - 早稲田大学教育学部助教授就任。
- 2003年 - 2005年 - 日本カリキュラム学会事務局長就任。
- 2005年 - 早稲田大学教育・総合科学部教授就任[1]。

## 所属学会
- 大学教育学会
- 日本教育工学会
- 日本カリキュラム学会
- 情報メディア学会

## 著書
- 『授業評価活用ハンドブック』(2007年、玉川大学出版)
- 『FDで大学教育が変わる』(2002、文葉社)
- 『バーチャル・ユニバーシティ-IT革命が日本の大学を変える(2001、アルク)